# Manis pentadactyla
Manis pentadactyla (Панґолін п'ятипалий) — вид панголінів. Поширення: Південно-Східна Азія: Північна М'янма, Північний Таїланд, Лаос і В'єтнам. Також Східний Непал, Східний Бангладеш, Північно-Східна Індія, Центральний і Південний Китай і Тайвань. Відомий у високих і вторинних лісах, і культивованих площах, в тому числі садах.

## Етимологія та епос
Pentadactyla походить від penta, що означає «п'ять», і daktulos, тобто «палець». Термін pangolin походить від малайського слова peng-goling, що означає «ролик».
Manis pentadactyla згадуються в китайській літературі на початку династії Сун, 960—1279 до н. е. Китайський мандарин називав панґоліна Лінг-лі, що перекладається як пагорбовий короп. Ймовірно, це пов'язано як з їх покриттям лусками так і тим, що жовтувато-коричневі луски мають такий же колір, як короп в Китаї. Китайський кантонському назва для M. pentadactyla перекладається як тварина, яка риє через гори. Китайська легенда, що віддає належне їх здібності копати тунелі каже, що панґоліни подорожують по всьому світу під землею.

## Морфологія
Морфометрія. Довжина голови й тіла: 400—580 мм, довжина хвоста: 250—380 мм (50—70% довжини голови й тіла). Довжина вух: 20—26 мм, вага: до 7 кг.
Опис. Верхні частини тіла, включаючи хвіст, покриті великими коричневими лусками. Луски на верхній частині голови поширюються лише частково до ніздрів; передні ноги з дуже довгими кігтями, приблизно в два рази довші задніх кігтів, зовнішні частини вуха добре розвинені й помітні, хвіст відносно короткий з 16—19 лусками по краю і є лише невелика накладка під кінчиком хвоста. Подібний вид, Manis javanica, має менші вуха, короткі передні пазурі і довший, гнучкіший хвіст.

## Поведінка
Ведуть в основному нічний спосіб життя; схожі звичками, до M.javanica. Харчуються переважно термітами. Самці більші за самиць. Ходять на чотирьох лапах; при цьому їх голова хитається з боку в бік, а хвіст залишає за собою слід в субстраті. Як правило, вони ходять повільно, але можуть рухатися швидше, балансуючи на їх задніх ногах і хвості. M. pentadactyla гарні плавці й дереволази. Вони підіймаються і спускаються з дерев, використовуючи їх чіпкий хвостом, щоб підтримати їх масу, дозволяючи іншим кінцівкам рухатися по стовбуру. M. pentadactyla риють нори передніми лапами, а їх хвіст вставляється в землю для підтримки. Вони штовхають бруд назад під своїм тілом. Швидкість копання землі становить 2-3 м/год.
M. pentadactyla мають дві пози оборони. Вони реагують на шум, поклавши голову між задніми ногами та виставляючи вперед до хижаків луски з області спини. Вони скочуються в сфери, якщо їх потурбувати безпосередньо. M. pentadactyla регулює температуру тіла на рівні 33.0-34.5°С. У М. pentadactyla в спокійному стані серце б'ється з темпом 80-86 уд/хв. Дихання дещо уривчасте з частотою, що має діапазон від 14-20 до 42-53 вдихів/хв.

## Загрози та охорона
Перебувають під загрозою зникнення. Чисельність різко скоротилося через незаконне захоплення та полювання. Захищений національним або субнаціональним законодавством Бангладешу, Китаю, Індії, Лаосу, М'янми, Непалу, Тайваню, Таїланду і В'єтнаму.

## Виноски
1. ↑  Станіславівський Натураліст. Архів оригіналу за 5 грудня 2013. Процитовано 10 липня 2011.
2. 1 2 3  Charles M. Françis A field guide to the mammals of South-East Asia — New Holland Publishers, 2008, p. 175
3. 1 2 3  Martha E. Heath Manis pentadactyla / Mammalian Species No. 414, 1992, pp. 1-6
4. 1 2  Charles M. Françis A field guide to the mammals of South-East Asia — New Holland Publishers, 2008, pp. 174—175
5. ↑  Вебсайт [Архівовано 28 квітня 2012 у Wayback Machine.] МСОП